# Soplówka jeżowata

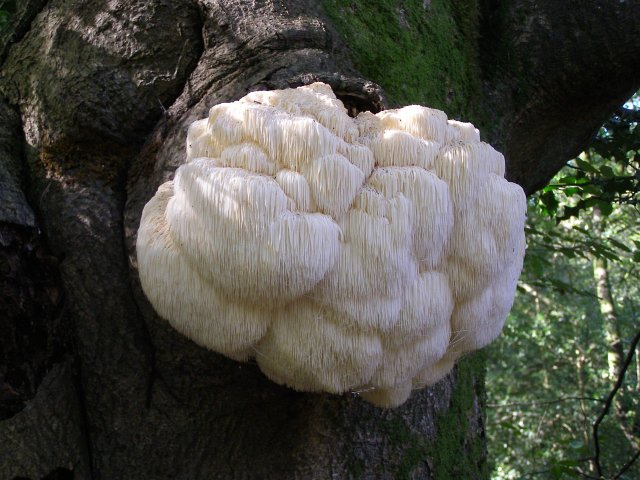
Młody okaz soplówki jeżowatej

Soplówka jeżowata (Hericium erinaceus (Bull.) Pers.) – gatunek grzybów należący do rodziny soplówkowatych (Hericiaceae).

## Systematyka i nazewnictwo
Pozycja w klasyfikacji według Index Fungorum: Hericium, Hericiaceae, Russulales, Incertae sedis, Agaricomycetes, Agaricomycotina, Basidiomycota, Fungi.
Po raz pierwszy takson ten zdiagnozował w 1781 r. Jean Baptiste François Pierre Bulliard, nadając mu nazwę Hydnum erinaceus. Obecną, uznaną przez Index Fungorum nazwę nadał mu w 1797 r. Christian Hendrik Persoon, przenosząc go do rodzaju Hericium.
Synonimy naukowe:

- Clavaria conferta Paulet
- Clavaria erinaceus (Bull.) Paulet
- Dryodon caput-medusae (Bull.) Quél.
- Dryodon erinaceus (Bull.) P. Karst.
- Dryodon juranus Quél.
- Hericium caput-medusae (Bull.) Pers.
- Hericium echinus (Scop.) Pers.
- Hericium erinaceus (Bull.) Pers.
- Hericium grande Raf.
- Hericium hystrix Pers.
- Hericium unguiculatum (Pers.) Legon & A. Henrici
- Hydnum caput-medusae Bull.
- Hydnum echinus (Scop.) Fr.
- Hydnum erinaceus Bull.
- Hydnum grande (Raf.) Steud.
- Hydnum hystricinum Batsch
- Hydnum hystrix (Pers.) Fr.
- Hydnum juranum (Quél.) Sacc. & D. Sacc.
- Hydnum omasum Panizzi
- Hydnum unguiculatum (Pers.) Streinz
- Manina cordiformis Scop.
- Martella echinus Scop.
- Martella hystricinum (Batsch) Kuntze
- Martella hystrix (Pers.) Lloyd
- Merisma caput-medusae (Bull.) Spreng.
- Merisma hystrix (Pers.) Spreng.
- Steccherinum quercinum Gray

Nazwę polską podali Barbara Gumińska i Władysław Wojewoda w 1983 r.

## Morfologia
Owocnik
Kulisty lub poduchowaty, czasami strzechowaty, wielkości od 8–20 cm, ale dorastający nawet do 30 cm. W młodości jest biały, następnie białokremowy, żółtosiny, w końcu ochrowobrązowawy. Przyrasta do drzewa bokiem lub bulwiastą częścią, która w starszych okazach drewnieje. Jest gęsto pokryty kolcami o długości 2–6 cm i o grubości (przy podstawie) 1,5–2 mm. Kolce za młodu są białawożółte, później śmietankowe, na starość mają kolor od żółtopomarańczowego do siwobrązowawego.
Miąższ
Mięsisty, elastyczny, sprężysty i trochę włóknisty. Ma biały kolor jest zwarty i dziurkowany. Smak słodkawy, zapach grzybowy.
Wysyp zarodników
Biały, amyloidalny. Zarodniki bardzo drobno kropkowane, o rozmiarach 5–6 × 4–5 µm.
Gatunki podobne
W Polsce występuje jeszcze soplówka bukowa (Hericium coralloides) i soplówka jodłowa (Hericium alpestre), jednak różnią się one dość znacznie kształtem owocnika i kolcami.

## Występowanie i siedlisko
Występuje w Ameryce Północnej, Europie i Azji. W Polsce jest rzadka. Do 2021 r. podano 3 stanowiska historyczne i 55 współczesnych, m.in. na buku zwyczajnym – pomniku przyrody nr 1066 w Trójmiejskim Parku Krajobrazowym w Gdańsku. Znajduje się na Czerwonej liście roślin i grzybów Polski. Ma status E – wymierający. Znajduje się na listach gatunków zagrożonych także w Austrii, Belgii, Czechach, Szwajcarii, Niemczech, Danii, Anglii, Holandii, Szwecji, Słowacji.
Grzyb nadrzewny, saprotrof rozwijający się na martwym drewnie, lub słaby pasożyt zasiedlający żywe, starsze lub osłabione drzewa. Rośnie w lasach liściastych ze starym drzewostanem, głównie na pniach starszych drzew w ich dolnej części, do wysokości kilku metrów. Występuje głównie na pniach buków i dębów, lecz także jabłoni lub orzechów włoskich.

## Zastosowanie
- Grzyb jadalny i grzyb uprawny. W Japonii i Chinach jest lubianym i uprawianym grzybem spożywczym[6][7], o smaku porównywanym do mięsa krabów, homarów i innych owoców morza[12][13]. W Polsce od 1995 r. podlega ochronie ścisłej bez możliwości zastosowania wyłączeń spod ochrony uzasadnionych względami gospodarki rolnej, leśnej lub rybackiej[9].
- Grzyb leczniczy o własnościach przeciwnowotworowych, immunomodulacyjnych, nerwotonicznych i antyastmatycznych. Własności te mają wytwarzane przez nią polisacharydy, hericenony i erinacyny. Izolowane z grzybni diterpeny erinacyny A, B, C wykazują regulujące działanie na ilość neurotrofin, są stymulatorami różnicowania i wzrostu cholinergicznych neuronów przodomózgowia, których ubytek uważany jest za kluczowy w rozwoju choroby Alzheimera[14]. Poprawia pamięć, zwiększa koncentrację uwagi i chroni układ nerwowy[15]. Zawdzięcza to dużej zawartości czynnika wzrostu nerwów NGF, za odkrycie którego włoska uczona Rita Levi-Montalcini w 1986 r. otrzymała Nagrodę Nobla w dziedzinie medycyny[15].